# Internationale luchthaven Harare
De Internationale luchthaven Harare (Engels: Harare International Airport, officieel: Robert Gabriel Mugabe International Airport) is de luchthaven van Harare, de hoofdstad van Zimbabwe. Er is slechts één startbaan, maar die is wel weer 4725 meter lang en daarmee een van de langste van Afrika. De luchthaven wordt beheerd en geëxploiteerd door de Civil Aviaton Authority van Zimbabwe. In 2004 gebruikten 592.437 passagiers de luchthaven.